# Jean-Baptiste du Barry
Jean-Baptiste du Barry, Comte du Barry-Cérès, Vidame de Châlons en Champagne (* 1723 in Lévignac, Haute-Garonne; † 17. Januar 1794 in Toulouse) war ein französischer Adliger. Er ist vor allem bekannt als Liebhaber und Zuhälter von Jeanne Bécu, später Madame du Barry, der letzten offiziellen Geliebten Ludwigs XV. von Frankreich.

## Leben

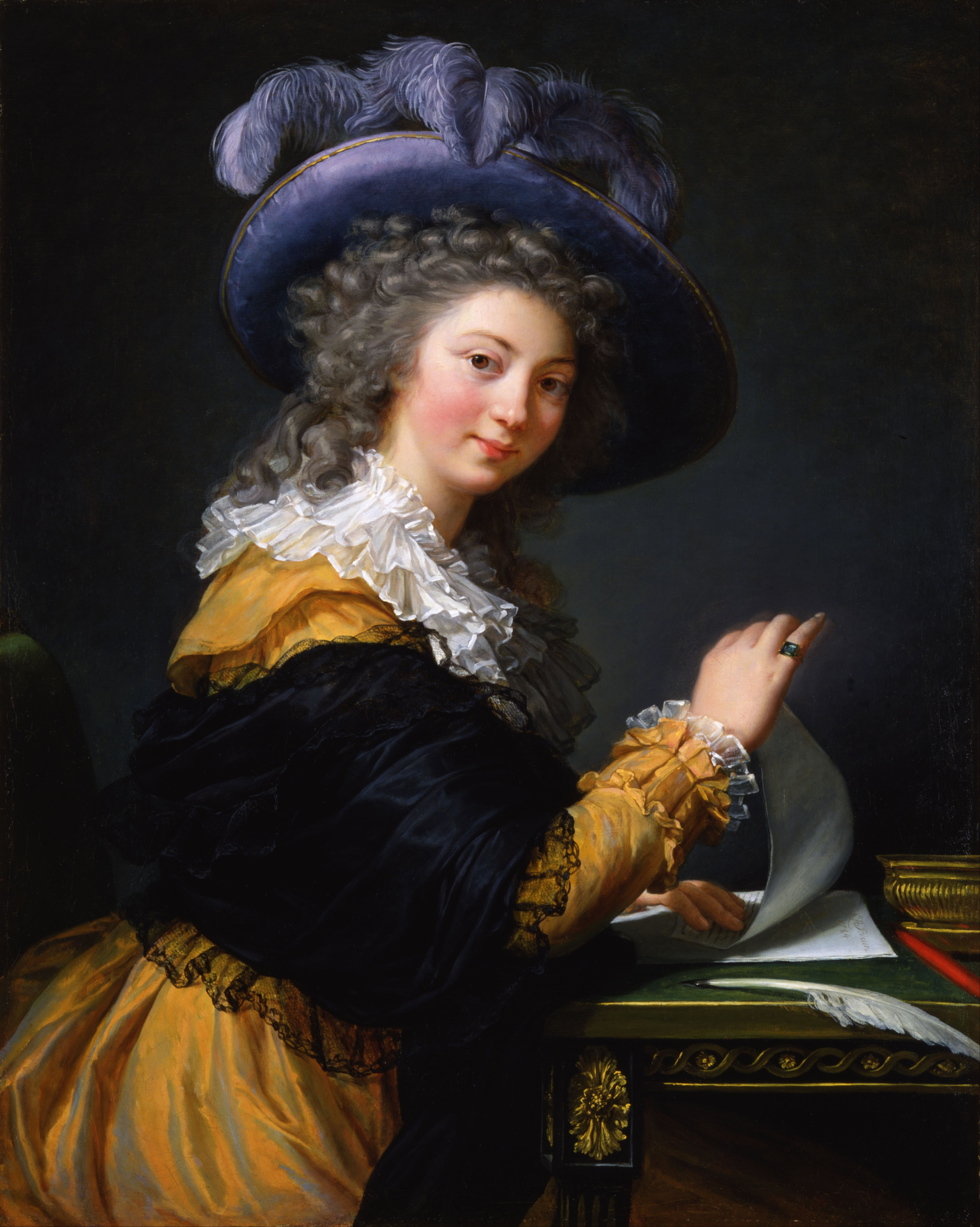
Porträt of the comtesse de Cérès, von Élisabeth Vigée Le Brun, 1784, Toledo Art Museum.

Jean-Baptiste war der Sohn von Antoine Dubarry (1674–1744), Capitaine au Régiment d’Île de France, und seiner Frau Marguerite Catherine Cécile Thérèse de La Caze. Sein ausschweifendes Leben und seine Skrupellosigkeit brachten ihm den Spitznamen „Le Roué“ (Der Lüstling) ein.  Er heiratete zuerst Ursule Damas de Vernongrese und dann Anne de Rabaudy de Montoussin.
1764 wurde er zuerst der Geliebte von Jeanne Bécu, damals als Jeanne de Baubenier bekannt und später ihr Zuhälter. Um sie am französischen Hof vorstellen zu können, heiratete sein jüngerer Bruder Guillaume Dubarry sie am 1. September 1768 in St-Laurent in Paris. Damit konnte sie zur offiziellen Favoritin von Ludwig XV. werden, der sich bereits zuvor in sie verliebt hatte. 
Als Belohnung und nach komplizierten Verhandlungen erhielt sein Bruder Guillaume die Grafschaft L’Isle-Jourdain und considérables établissements en Gascogne orientale. Jean-Baptiste Dubarry erhielt seinerseits das Vidamé von Châlons in der Champagne und das damit verbundene Einkommen.
1774 starb König Ludwig XV. Jean-Baptiste Dubarry musste wie seine Schwägerin den französischen Hof verlassen und kehrte nach Toulouse zurück. Zwischen 1777 und 1778 kaufte Jean-Baptiste Dubarry zwei Häuser in Toulouse, Place Saint-Raymond und mehrere Grundstücke zwischen der Rue de la Chaîne und Rue Royale, um dort ein prächtiges Herrenhaus zu errichten.
Im Jahr 1789, während der Französischen Revolution, trat Jean-Baptiste Dubarry in die Nationalgarde ein und wurde Oberst der Legion Saint-Sernin. 1793 wurde er aber als Verdächtiger verhaftet. Seine Schwägerin, die Comtesse du Barry, wurde als Verdächtige angezeigt, verhaftet und eingesperrt. Am 22. September 1793 wurde sie zum Tode verurteilt und am 8. Dezember 1793 auf dem Place de la Révolution (heute Place de la Concorde) guillotiniert. Jean-Baptiste Dubarry wurde einen Monat später, am 17. Januar 1794, auf der Place de la Liberté (heute Place du Capitole) guillotiniert. Sein Bruder Guillaume Dubarry (und offizieller Witwer von Madame du Barry) starb siebzehn Jahre später, 1811, im Alter von 79 Jahren.